# مرتضی شیرزادی
مرتضی شیرزادی (زادهٔ ۱۳۲۷ در گیلانغرب - درگذشته ۱۶ آذر ۱۳۹۹) نمایندهٔ حوزهٔ انتخابیهٔ قصرشیرین، سرپل ذهاب و گیلانغرب در دورهٔ ششم مجلس شورای اسلامی بوده‌است. وی پیش‌تر در دورهٔ دوم نیز عضو این مجلس بود.